# باغو (بندرگز)
باغو روستایی در دهستان انزان شرقی بخش مرکزی شهرستان بندرگز استان گلستان ایران است.

## جمعیت
بر پایه سرشماری عمومی نفوس و مسکن در سال ۱۳۹۵ جمعیت این مکان ۶۶۲ نفر (۲۱۸خانوار) بوده است.

## شرح
روستای باغو یکی از قدیمی‌ترین روستاهای دهستان انزان شرقی بحساب می‌آید که در عرض جغرافیایی ۳۶ درجه و۴۶ دقیقه وطول جغرافیایی ۵۴ درجه۰۲ دقیقه مدار زمین و در استان گلستان ونزدیک به دو کیلومتری جاده اصلی تهران- مشهد از سمت شمال و از جنوب به جاده قدیم شاه عباسی و از شرق به روستای کارکنده و از غرب به وسیله جاده میان روستای به روستای سرمحله می‌رسد این روستا جمعیتی معادل ۷۰۰ نفر داشته و در حدود ۱۴۲ هکتار زمین زراعی دارد که تحت کشت محصولاتی مثل برنج وسویا ودرگذشته یکی از مراکز کشت پنبه محسوب می‌شد. شغل اصلی مردم این روستا کشاورزی و باغداری ودامداری به صورت سنتی می‌باشد. باغو بیشتر زمینهایش به صورت صاف هموار وجلگه ای که تا سواحل خلیج استراباد می‌رسد که عده ای از اهالی به بهانه‌هایی زمین‌های خود را فروخته وروانه شهرهای بزرگ وکوچک اطراف شده‌اند این روستا دارای مردمی مهربان وخونگرم با اعتقادات مذهبی واسلامی ومتدین به دین اسلام وزبان رسمی مردم فارسی امابه گویش محلی مازندرانی وگیلک تکلم می‌کنند. این روستا ۳ شهید بزرگوار به انقلاب تقدیم کرده است.
در حال حاضراین روستا از امکانات آب، برق، گاز، تلفن، پست بانک ونیز راه آسفالته ومدرسه وامکانات بهداشتی (خانه بهداشت و….)زمین چمن فوتبال و باشگاه ورزشی و سالن سرپوشیده (درحال احداث) و آتش‌نشانی و اتاق مدیریت بحران بسیار فعال بهرمند می‌باشند فاصله این روستا تاشهرستان بندرگز حدود ۸ کیلومتر می‌باشد. در ضمن شهرک صنعتی بندرگز نیز جزئ از زمین‌های این روستا بوده است.
در این روستا طایفه‌هایی چون گرشاسبی. مسعودی ازطالقان وحسینی. منوچهری ازپل سفید، امیری و بهمنی از دامغان. کندابی. میرشکارکه طایفه ای از هندوستان در زمان نادر شاه وکریمی. عقیلی. ایمانی رود بارکی. البرزی وهزارجریبی از روستای لند و پیته نو هزارجریب. میرزایی ازروستای بنفش تپه و طایفه روزه دارازکردکوی ساکنین این روستا را تشکیل و در حال حاضر دراین روستا سکونت دارند.
این روستا همچون روستاهای اطراف پذیرای مهاجرانی از روستاهای هزار جریب واستان‌های شرقی کشور عزیز مان ایران به شمال کشور و از جمله این روستا عزیمت نموده وساکن شدن وطایفه دیگری که درصد کمی از جمعیت روستا را تشکیل می‌دهند بنام گودار که تقریباًقشر فقیر وکم درآمد روستا محسوب می‌شوند که در گذشته به کار نوازندگی ومطربی مشغول بوده‌اند و در کتاب جغرافیایی تاریخی گیلان مازندران واذربایجان نوشته ابوالقاسم طاهری چاپ سال ۱۳۴۷درص۵۳ اینطور آمده است آنان را باید پارپای مازندران خواندواین طایفه بی شباهت به یکی از قبایل هندی (کولی) نمی‌باشندکه درگذشته به کشور عزیزمان ایران وبخصوص منطقه شمال کشور عزیمت نموده‌اند البته این قشر باهمه تنگ دستی مردمی زحمت کش می‌باشند.
آثار تاریخی از گذشته در این روستا بجای مانده است که متأسفانه مورد بی رحمی عده ای سود جو ونیز کم لطفی مسولین آثار باستانی وتاریخی از بین رفته یا کم رنگ شده است البته اهالی روستا و به خصوص شورای محترم باید در این زمینه پیگری و در جهت مرمت وباز سازی تلاش نماید که این خود شناسنامه مردم روستا به حساب می‌آید ومردم نیز از کنار این موضوع راحت عبور نکنند. از جمله این آثار
1. قله دختر که درمجاورت آن آبشاری زیبا وجود دارد که زیبایی خاصی به آن می‌دهد
2. قلعه پیرزن این قلعه نیز در نزدیکی اش آبشاری وجود دارد که نقاش بزرگ به آن زیبایی خاصی داده است.
3. آبشار خزه ای دالان در قلعه پیرزن قرار دارد
4. آبشار «چلم رز» که در مجاورت دختر قله می‌باشد.
5. شیشار تپه درشهرک صنعتی وروبروی کارخانه سم قرار دارد.
6. تپه لتکایی که شاید همان لوتکا به زبان روسی قایق کوچک باشد
7. پارک زیبای جنگل باغو که پروانه ساخت آن نیز صادر شده است. ساختش نیز آغاز شده که امیدواریم مسولین موارد زیست‌محیطی رادرزمان احداث به‌طور دقیق در نظر داشته باشند.
8. قنات آبی که شاید حدود بیشتر از دو قرن از احداث آن توسط شخصی بنام حاج رضا گرشاسب جهت مصرف آب شرب و کشاورزی روستا احداث شده بود که در حال حاضر یکی از دو قنات، آب در آن جاری می‌باشد امیدواریم که شورای محترم با مساعدت مالی این دو قنات تاریخی نیز ترمیم شود.
9. حمام خزانه ای که در چندین سال قبل تخریب گردید که توسط خانمی بنام کربلایی زهراگشتاسب جهت استفاده عموم احداث شده بود.
10. رودخانه ای که از مجاورت این روستا می‌گذرد و از کوه میرانلو سر چشمه گرفته و از از جنگل‌های زیبای کوه جهان مورا عبور کرده و از کنار این روستا عبور کرده و به خلیج استراباد میریزدروایت است که در زمانی که روس‌ها در این منطقه تجارت داشتند از این رودخانه برای حمل الوار استفاده می‌شده به این صورت که الوار را در جنگل به آب انداخته وآن را در سواحل خلیج استراباد از آب گرفته و در میان کشتی بارگیری می‌کردند.

قدمت روستای با غو به سال ۷۱۱ هجری قمری می‌رسد این مطلب بنابه کتابی که دراختیار آقای حاج شیخ محمدشهسوار (از معتمدین و بزرگان و شاعر منطقه) قرار دارد و در این کتاب از باغو با نام طاغو یاد شده است. جالب این که نقلی از این کتاب آمده است. سید شریف جرجانی یکی از عالمان وقت تا سن ۱۹ سالگی در این روستا می‌زیسته از این روستا به جهت کسب علم وعلوم به مصر سفر کرده و پس ازآن به شیراز بازگشته وخواجه شیراز نیز از شاگردان وی بوده است و در شیراز نیز ازدنیا رفت ودرمحله سردزک شیراز مدفون است.
این روستا از نظر امکانات تحصیلی از جمله نادرترین روستاها به حساب می‌آید به این صورت که درابتدا شاید مربوط به سال‌های قبل از ۱۳۴۰ باشد که خانمی به نام ملا صدیقه که همسر حاج اصغر روزه دار بود جهت تحصیل کودکان مکتب خانه ای را دراین روستا راه اندازی نمود که تا چندین سال جای خالی مدرسه را دراین روستا پر می‌کرد. این خود نشان ان است که زنان روستا در آن موقعیت زمانی از بینش بازی بر خوردار بوده‌اند و در سال ۱۳۴۷ نیز مدرسه ابتدایی دراین روستا احداث شد که در حال حاضر نیز مورد استفاده کودکان روستا می‌باشد نام این مدرسه امیر کبیر است.